# 錫梅山
44°17′26″N 6°42′15″E / 44.29056°N 6.70417°E

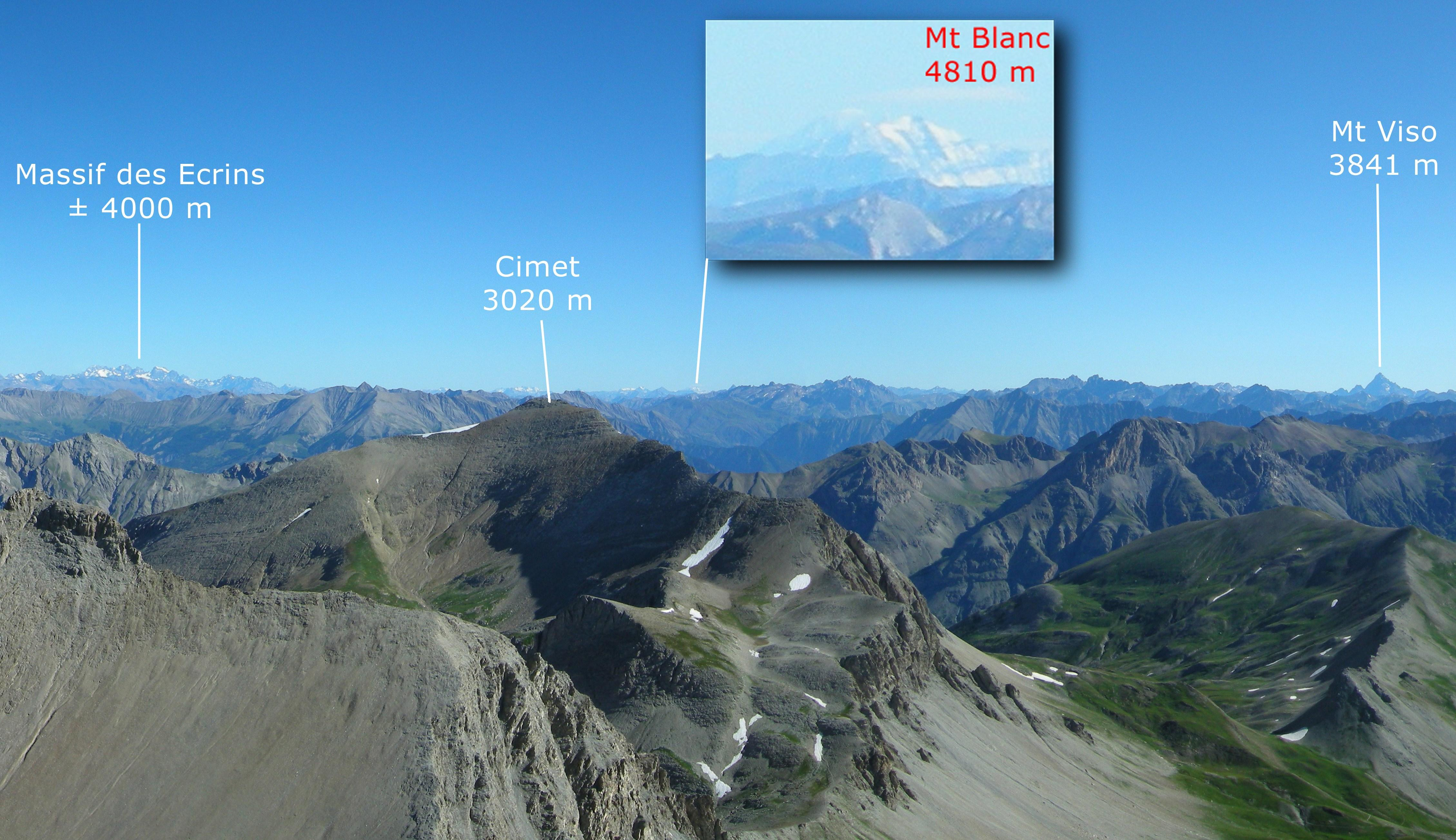

錫梅山（法語：Cimet），是法國的山峰，位於該國東南部，由普羅旺斯-阿爾卑斯-蔚藍海岸大區負責管轄，屬於法國阿爾卑斯山的一部分，海拔高度3,020米。